# OpenArena
OpenArena ist ein freier Klon des populären, kommerziellen Computerspiels Quake III Arena. Möglich wurde dieses Projekt durch die Veröffentlichung des Quelltextes der Quake 3 Engine durch den Hersteller id software. Dank dieses Umstandes ist das Look and Feel beider Spiele nahezu identisch.
Die erste Testversion wurde am 19. August 2005 unter der GPL veröffentlicht, bereits einen Tag nach der Veröffentlichung des Quelltextes und dem letzten Tag der Quake Expo 2005.

## Aufbau des Spiels
Von Beginn an wurde darauf geachtet, dass das Spiel ausschließlich freie Inhalte verwendet. Nach einigen Monaten entschied man sich für die Nutzung der GPL für alle Inhalte, um Inkompatibilitäten mit anderen Lizenzen zu vermeiden. Durch diese starke Eigenrestriktion konnte man nicht auf die Freeware-Inhalte der Quake-3-Community zurückgreifen. Die nötigen Modelle, Karten, Soundeffekte etc. mussten daher zum größten Teil neu erstellt werden, welches dem Spiel einen eigenständigen Charakter verleiht.
Fünf Spielmodi wurden direkt aus Quake 3 übernommen: Free for All, Single Player Deathmatch, Team Deathmatch, Tournament und Capture the Flag, die Spielmodi One Flag Capture, Overload und Harvester stammen aus dem Add-on Team Arena. Vier Spielmodi wurden von den Entwicklern OpenArenas hinzugefügt: CTF Elimination, Last Man Standing, Domination und Double Domination. Elimination wurde den Mods Rocket Arena 3 und OSP entnommen. Unverändert aus Quake 3 ist sowohl die Physik als auch das Waffen- und Item-System übernommen worden, welches wie Quake 3 Gamer beschreiben sich gleich vom Game Feeling spielt.
Da Klon und Original auf dem gleichen Quelltext beruhen, ist es oftmals möglich, Mods und Karten von Quake 3 auch unter OpenArena zu verwenden, die Kompatibilität kann jedoch schwanken.
Das Spiel hat eine aktive und engagiert Community von Entwicklern, Moddern und Spielern, welche ständig die Maps und Items pflegen und erweitern.

## Rezeption
GameStar bemerkt, dass OpenArena das Original stark nachahmt aber grafisch nicht an das Niveau des Vorbilds herankommt. PC Games Hardware empfiehlt das Projekt Ego-Shooter Nostalgie Fans mit älterem Heimcomputer.